# Pepsi Max
Pepsi Max es un refresco sin azúcar y bajo en calorías fabricado por PepsiCo como alternativa a Pepsi y Pepsi Light. Una variante es esta bebida, con el nombre Pepsi Zero Sugar, pero algunos ingredientes distintos (como el ginseng y nivel de cafeína superior), se vende en los Estados Unidos.
Su competencia es la Coca-Cola Zero, un refresco de cola sin azúcar de The Coca-Cola Company que se comercializa de manera similar.

## Historia
Pepsi Max debutó en el Reino Unido e Italia en abril de 1993. Se expandió a Irlanda el siguiente mes de septiembre, y en Francia, Grecia, España, Países Bajos y Australia, el mes de diciembre. A finales de 1994, Pepsi Max se vendía en aproximadamente veinte países y un año después esa cifra se había duplicado.

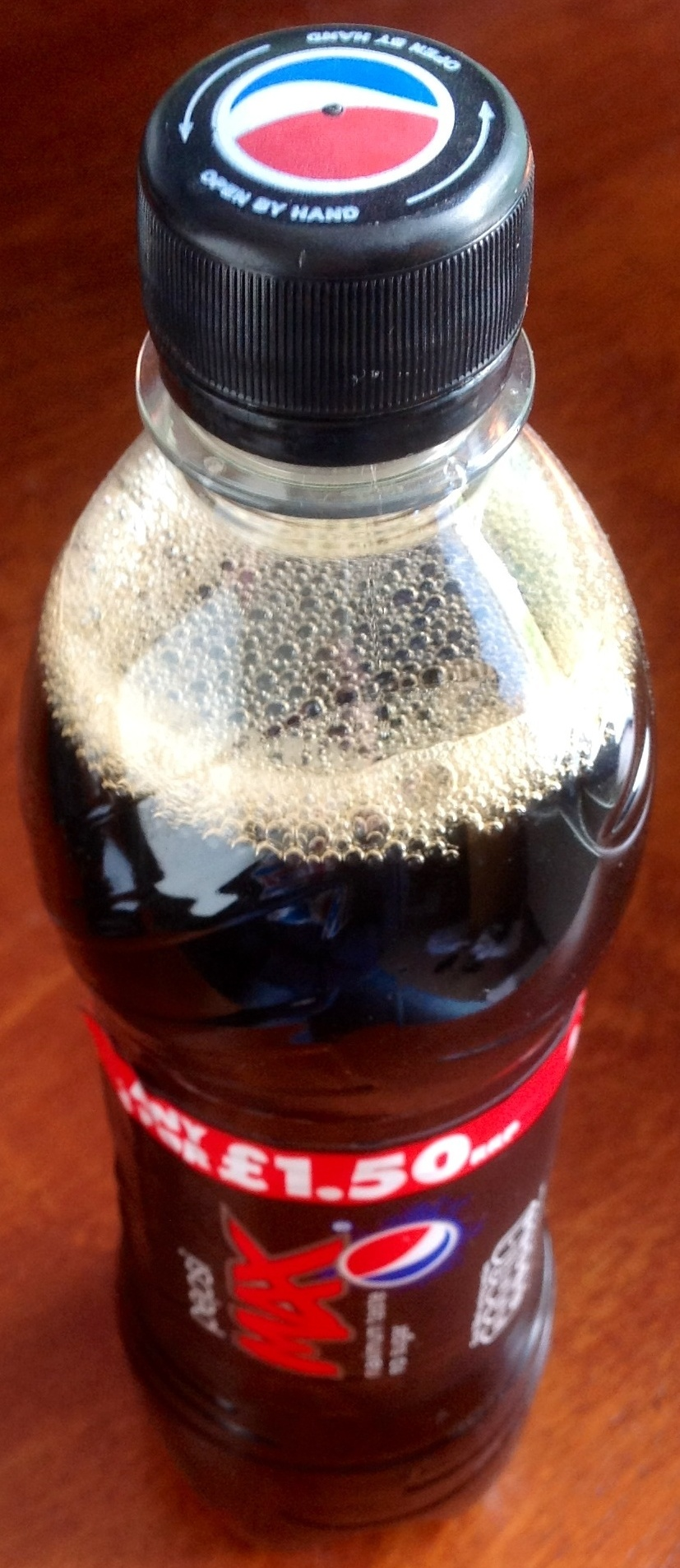
500ml botella estándar de Pepsi Max de Reino Unido.

El 28 de mayo de 1994, en Blackpool Pleasure Beach de Inglaterra, el parque de atracciones abrió la montaña rusa de acero Pepsi Max Big One patrocinada por Pepsi. Era la montaña rusa más alta y rápida del mundo. Estos registros se rompieron posteriormente en otros lugares, pero hasta la fecha, sigue siendo la montaña rusa más alta del Reino Unido, y una de las más altas y largas de Europa.
A principios de 2005, se lanzó Pepsi Max Twist (con adición de sabor lima-limón) en el Reino Unido y Australia. En otoño del mismo año apareció Pepsi Max Punch en el Reino Unido para la temporada festiva. Contiene jengibre y canela, el producto fue similar en sabor a Pepsi Holiday Spice, una variedad con azúcar de Pepsi que se comercializa en los EE. UU.
A finales de 2005 y principios de 2006, una variedad con sabor a café fue introducida en Francia, Finlandia, Irlanda, Noruega y el Reino Unido conocida como Pepsi Max Capuchino.
Pepsi Max fue introducida en Corea del Sur, Bulgaria y Filipinas durante 2006, además de ser reintroducida en Argentina en la primavera de 2006 después de haber sido retirada tras su lanzamiento en 1994.
A principios de 2007 se introdujo en Egipto, Jordania, Líbano y los Emiratos Árabes Unidos.
Una fórmula distinta de "Pepsi Max" se introdujo en los Estados Unidos el 1 de junio de 2007, como "Diet Pepsi Max". A diferencia de las bebidas internacionales, la etiqueta de ingredientes menciona ginseng, y la bebida contiene casi el doble de cafeína (46 mg vs 24 mg cada 8 onzas líquidas) en comparación con Diet Pepsi.
En octubre de 2008, Pepsi anunció el rediseño de su logotipo y cambió la apariencia de muchos de sus productos. Pepsi, Pepsi Light Y Pepsi Max utilizarían todo en minúsculas, Mountain Dew, pasó a llamarse "MTN Dew", y "Diet Pepsi Max" fue rebautizado como Pepsi Max. El logo de la marca registrado como globo azul y rojo se convirtió en una serie de "sonrisas", con el arco central de la banda blanca en diferentes ángulos dependiendo del producto.
Una versión de Pepsi Max Lime fue lanzada en los Estados Unidos en febrero de 2010 bajo el nombre de "Pepsi Max Cease Fire". (Que más tarde se introdujo en el Reino Unido a finales de 2011) fue una promoción cruzada con una serie de nuevos sabores de los chips Doritos llamado "Degree Burn".
En julio de 2010, Pepsi comenzó a mover su marca en América del Norte de Pepsi Max para que coincidiera con su imagen de marca global. Ahora lleva una tipografía similar a lo que se usa en todo el mundo, y ha puesto en marcha un nuevo lema: “Máximo sabor, Zero Calorías” sin cambiar su fórmula.
En mayo de 2011, Pepsi introdujo la bebida en España con su receta Europea y en 2015 se ha convertido en la imagen principal de la marca encabezando sus canales en medios y redes sociales.
En 2015 también se introduciría una versión con cereza llamada "Pepsi Max Cherry". Para julio de 2016 se introdujo la bebida en Venezuela, aunque esto llegó a coincidir con la falta de inventario de azúcar que tenía la empresa en dicho país. En 2017 se lanzó Pepsi Max en Costa Rica.

## Contenido
El producto no estuvo disponible en los Estados Unidos hasta hace relativamente poco (Estados Unidos es el mayor mercado de PepsiCo, y el mayor consumidor de bebidas con gas), donde uno de sus principales ingredientes aún no había sido aprobado por la Administración de Alimentos y Medicamentos.
El ingrediente en cuestión, acesulfamo de potasio, que combinado con el aspartamo proporciona dulzor en la bebida, mientras que algunas otras gaseosas dietéticas son endulzadas únicamente con aspartamo.
Los ingredientes de la Pepsi Max son: Agua carbonatada, colorante: E 150d, correctores de acidez: E 338, E 331 y E 330, edulcorantes: aspartamo y acesulfamo K, aromas (cafeína, extractos y aromas naturales). Contiene una fuente de fenilalanina.

### Anotaciones
- Kotabe, M. and Helsen, K. Global Marketing Management, John Wiley & Sons, 2004. ISBN 0-471-23062-6